# С-75

С-75 «Двіна» (за класифікацією НАТО — «SA-2 Guideline») — радянський зенітно-ракетний комплекс середньої дальності дії. Активно використовувався Північним В'єтнамом під час В'єтнамської війни.

## Бойове застосування
Тріумфом в історії використання ЗРК С-75 стала Війна у В'єтнамі, коли СРСР надавав військову допомогу ДРВ у війні з Південним В'єтнамом, який підтримували США.

## Оператори

### Сучасні

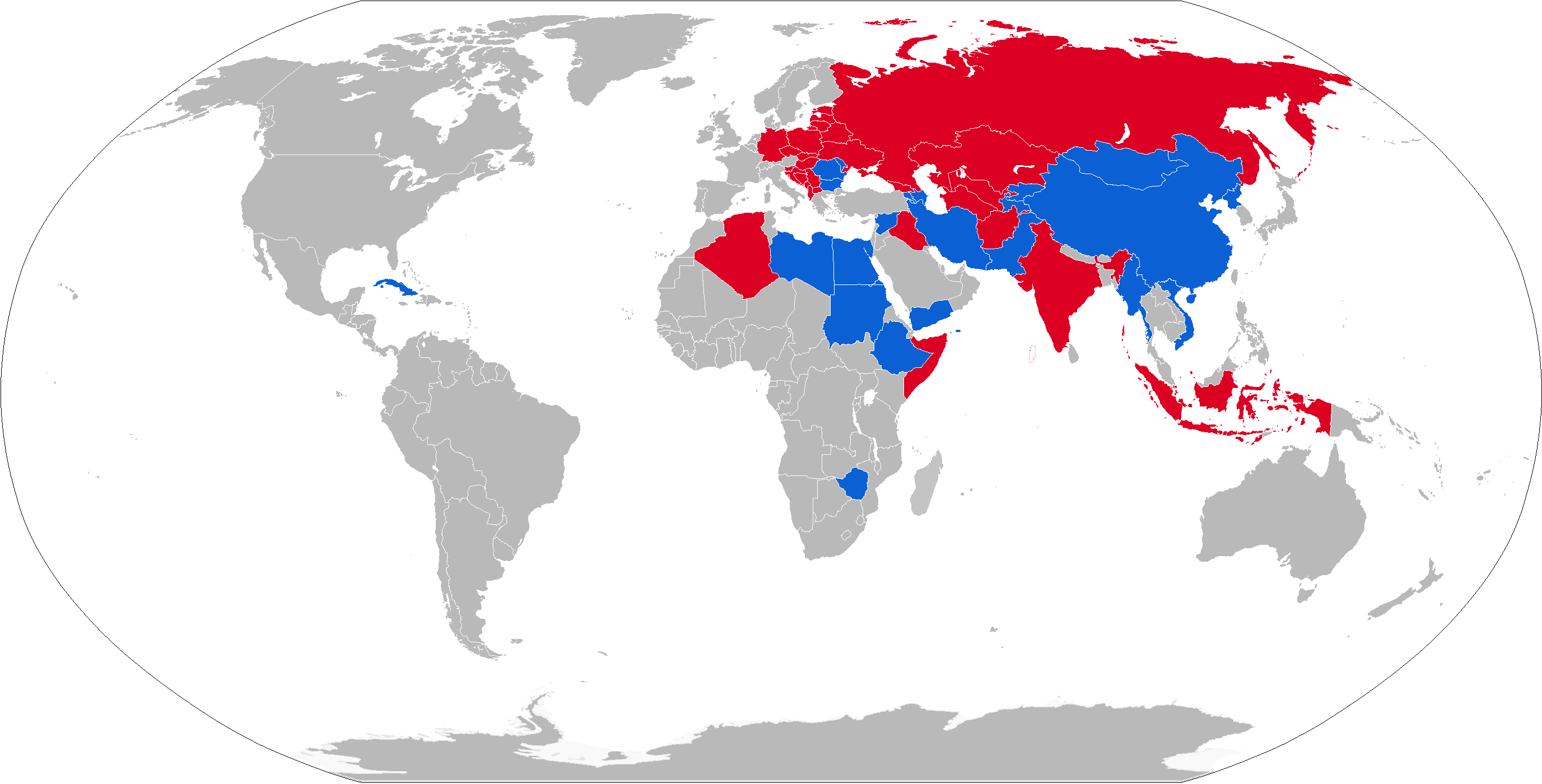
Оператори С-75

- Азербайджан — 250
- КНР
- Куба
- Єгипет — 240
- Індонезія
- Іран — 300+[1]
- Киргизстан — *  Лівія
- Монголія
- М'янма — 250 в 2008
- Північна Корея — близько 270
- Пакистан
- Румунія
- Сирія — 275
- Таджикистан — декілька зразків
- В'єтнам — 280
- Ємен — перероблюються хуситами в ракети «поверхня-поверхня» Кахер-1
- Зімбабве

### Колишні
- Афганістан
- Алжир
- Албанія — 40
- Болгарія — 18
- Чехословаччина
- НДР
- Грузія
- Угорщина
- Індія
- Ірак
- Польща
- Росія
- СРСР
- Югославія
- Сомалі
- Україна

### Болгарія
У вересні 2021 року під час військових навчань «Шабла 2021-2» на однойменному зенітному полігоні «Шабла», артилерійсько-технічний відділ 4-го артилерійського полку Сухопутних військ Болгарії здійснив бойову стрільбу з тактичного ракетного комплексу 9К79 «Точка».
Окрім того, з'єднання ВПС Болгарії виконували бойові пуски із зенітно-ракетних комплексів 2К12 «Куб», С-75 «Волхов» та С-125 «Нева».
Також стрільби здійснювали формування Об'єднаного командування спеціальних операцій, Повітряні сили та Сухопутні війська, озброєні переносними зенітно-ракетними комплексами «Стріла-2М».
Військовослужбовці зенітно-ракетного дивізіону 61-ї механізованої бригади Сухопутних військ провели бойові пуски із зенітно-ракетного комплексу «ОСА-АКМ» по низьколітаючих цілях, які імітували ворожі гелікоптери вогневої підтримки.

### Сирія
За повідомленням російського міністерства оборони системи С-75 «Двіна» перебували на озброєнні сирійської армії станом на червень 2021 року, під наглядом російських інструкторів відбувались навчання та регулярний технічний огляд. За твердженням російських та сирійських військових — наявні у Сирії С-75 досі придатні до використання та здатні знищувати певні типи повітряних цілей, в тому числі — безпілотних літальних апаратів.